# Helina sumatrana
Helina sumatrana este o specie de muște din genul Helina, familia Muscidae, descrisă de Malloch în anul 1928. Conform Catalogue of Life specia Helina sumatrana nu are subspecii cunoscute.